# Тјенцин
Тјенцин (кин: 天津) је трећи највећи град у Народној Републици Кини после Шангаја и Пекинга. Према процени из 2009. у граду је живело 3.666.320 становника., а у ширем подручју око 11.760.000 (подаци из 2008. године). Налази се на северу Кине, 120 km југоисточно од Пекинга и 50 km од Бохајског мора. Кроз град протиче река Хај. Водећа је лука у северној Кини и други по величини индустријски град у земљи. Битни су и универзитети, Тјенцин и Нанкај.
У погледу градског становништва, Тјенцин је седми по величини град у Кини. По броју становника у административној области, Тјенцин заузима пето место у континенталној Кини. Ограђени град Тјенцин је изграђен 1404. Као уговорна лука од 1860. године, Тјенцин је био главна морска лука и капија за Пекинг. Током Боксерске побуне, град је био седиште Тјенцинске привремене владе. Под династијом Ћинг и Републиком Кином, Тјенцин је постао један од највећих градова у региону. У то време под концесијама су изграђене бројне зграде и виле у европском стилу, од којих су многе данас добро очуване. Након оснивања Народне Републике Кине, Тјенцин је доживео депресију због политике централне владе и земљотреса у Тангшану 1976. године, али се опоравио од 1990-их. Тјенцин је класификован као највећи тип лучког града, мегаград великих лука, због своје велике урбане популације и обима лучког саобраћаја.

## Географија
Тјенцин је лоциран дуж западне обале Бохајског залива, наспрам провинција Шандунг и Љаонинг преко воде, граничи се са Пекингом 120 km (75 mi) на северозападу, и изузев истока, окружен је са свих страна Хебејом. Са латитудом у опсегу од 38° 34' до 40° 15' N, и лонгитудом у опсегу од 116° 43' до 118° 04' E, укупна површина је 11.860,63 km². Град има 153 km  дугу обалу и 1.137,48 km дугу копнену границу. Он лежи на северном крају Великог кинеског канала, који га повезује Жутом реком и Јангцекјангом. Општина је углавном равна и мочварна у близини обале, а брдовита на крајњем северу, где Јан планине улазе у северни Тјенцин. Највиша тачка општине је Ђудинг врх (九顶山) у округу Ђи на северној граници са Хебејом, на надморској висини од 1.078,5 m (3.538 ft).
Река Јај се формира унутар општине Тјенцин на ушћу реке Ција (子牙河), реке Дађинг (大清河), реке Јунгдинг, Северног великог канала, и Јужног великог канала, а ушће у Тихи океан је исто тако унутар општине, у Тангу дистрикту. Главни резервоари су Бејдаганг резервоар на екстремном југу (у Даганг области) и Јућао резервоар на екстремном северу у Ђи округу.

### Клима
Тјенцину климу под утицајем монсуна са четири сезоне, која је типична за источну Азију (Кепенова класификација клима BSk на граници са Dwa), са хладним, ветровитим, веома сувим зимама што одражава утицај огромног Сибирског антициклона, и топлим, влажним летима, услед монсуна. Пролеће у граду је суво и ветровито. Повремено се јављају пешчане олује које дувају са Гоби пустиње, које могу да трају по неколико дана. Месечна просечна 24-часовна температуре је у опсегу од −34 °C (−29,2 °F) у јануару до 26,8 °C (80,2 °F) у јулу, са годишњим просеком од 12,90 °C (55,2 °F). Са месечни просеком могуће сунчаности у опсегу од 48% у јулу до 61% у октобру, град прима 2.522 сати јаке сунчане светлости годишње. Међутим услед ниска годишња укупна количина падавина од 511 mm (20,1 in), скоро три четвртине чега се јавља у јулу и августу, град леђи у полусувој зони, при чему су делови општине влажно континентални (Копен BSk/Dwa).
Екстреми температура су у опсегу од −229 °C (−380 °F) до 40,5 °C (105 °F).
| Клима Тјенцинa (Донгли дистрикт) (1991–2020 нормале) | Клима Тјенцинa (Донгли дистрикт) (1991–2020 нормале) | Клима Тјенцинa (Донгли дистрикт) (1991–2020 нормале) | Клима Тјенцинa (Донгли дистрикт) (1991–2020 нормале) | Клима Тјенцинa (Донгли дистрикт) (1991–2020 нормале) | Клима Тјенцинa (Донгли дистрикт) (1991–2020 нормале) | Клима Тјенцинa (Донгли дистрикт) (1991–2020 нормале) | Клима Тјенцинa (Донгли дистрикт) (1991–2020 нормале) | Клима Тјенцинa (Донгли дистрикт) (1991–2020 нормале) | Клима Тјенцинa (Донгли дистрикт) (1991–2020 нормале) | Клима Тјенцинa (Донгли дистрикт) (1991–2020 нормале) | Клима Тјенцинa (Донгли дистрикт) (1991–2020 нормале) | Клима Тјенцинa (Донгли дистрикт) (1991–2020 нормале) | Клима Тјенцинa (Донгли дистрикт) (1991–2020 нормале) |
| Показатељ \ Месец                                    | .Јан.                                                | .Феб.                                                | .Мар.                                                | .Апр.                                                | .Мај.                                                | .Јун.                                                | .Јул.                                                | .Авг.                                                | .Сеп.                                                | .Окт.                                                | .Нов.                                                | .Дец.                                                | .Год.                                                |
| ---------------------------------------------------- | ---------------------------------------------------- | ---------------------------------------------------- | ---------------------------------------------------- | ---------------------------------------------------- | ---------------------------------------------------- | ---------------------------------------------------- | ---------------------------------------------------- | ---------------------------------------------------- | ---------------------------------------------------- | ---------------------------------------------------- | ---------------------------------------------------- | ---------------------------------------------------- | ---------------------------------------------------- |
| Апсолутни максимум, °C (°F)                          | 14,3 (57,7)                                          | 20,8 (69,4)                                          | 30,5 (86,9)                                          | 33,1 (91,6)                                          | 40,5 (104,9)                                         | 40,6 (105,1)                                         | 40,5 (104,9)                                         | 37,4 (99,3)                                          | 34,9 (94,8)                                          | 30,8 (87,4)                                          | 23,1 (73,6)                                          | 14,4 (57,9)                                          | 40,6 (105,1)                                         |
| Максимум, °C (°F)                                    | 2,1 (35,8)                                           | 5,8 (42,4)                                           | 12,8 (55)                                            | 20,8 (69,4)                                          | 26,8 (80,2)                                          | 30,2 (86,4)                                          | 31,6 (88,9)                                          | 30,7 (87,3)                                          | 26,9 (80,4)                                          | 19,8 (67,6)                                          | 10,7 (51,3)                                          | 3,7 (38,7)                                           | 18,49 (65,28)                                        |
| Просек, °C (°F)                                      | −2,8 (27)                                            | 0,4 (32,7)                                           | 7,0 (44,6)                                           | 14,8 (58,6)                                          | 21,0 (69,8)                                          | 25,0 (77)                                            | 27,2 (81)                                            | 26,3 (79,3)                                          | 21,7 (71,1)                                          | 14,3 (57,7)                                          | 5,7 (42,3)                                           | −0,9 (30,4)                                          | 13,31 (55,96)                                        |
| Минимум, °C (°F)                                     | −6,5 (20,3)                                          | −3,7 (25,3)                                          | 2,4 (36,3)                                           | 9,6 (49,3)                                           | 15,8 (60,4)                                          | 20,6 (69,1)                                          | 23,6 (74,5)                                          | 22,7 (72,9)                                          | 17,4 (63,3)                                          | 9,9 (49,8)                                           | 1,8 (35,2)                                           | −4,3 (24,3)                                          | 9,11 (48,39)                                         |
| Апсолутни минимум, °C (°F)                           | −18,1 (−0,6)                                         | −22,9 (−9,2)                                         | −17,7 (0,1)                                          | −2,8 (27)                                            | 4,5 (40,1)                                           | 10,1 (50,2)                                          | 16,2 (61,2)                                          | 13,7 (56,7)                                          | 6,2 (43,2)                                           | −2,2 (28)                                            | −11,7 (10,9)                                         | −16,2 (2,8)                                          | −22,9 (−9,2)                                         |
| Количина падавина, mm (in)                           | 2,6 (0,102)                                          | 6,0 (0,236)                                          | 6,1 (0,24)                                           | 22,8 (0,898)                                         | 37,7 (1,484)                                         | 78,0 (3,071)                                         | 141,2 (5,559)                                        | 122,3 (4,815)                                        | 54,8 (2,157)                                         | 32,8 (1,291)                                         | 13,5 (0,531)                                         | 3,1 (0,122)                                          | 520,9 (20,506)                                       |
| Дани са падавинама (≥ 0.1 mm)                        | 1,3                                                  | 2,3                                                  | 2,5                                                  | 4,5                                                  | 6,2                                                  | 9,0                                                  | 11,1                                                 | 9,8                                                  | 6,4                                                  | 4,8                                                  | 3,0                                                  | 2,0                                                  | 62,9                                                 |
| Релативна влажност, %                                | 54                                                   | 54                                                   | 49                                                   | 48                                                   | 53                                                   | 64                                                   | 73                                                   | 75                                                   | 67                                                   | 62                                                   | 60                                                   | 56                                                   | 59,6                                                 |
| Сунчани сати — месечни просек                        | 167,6                                                | 175,9                                                | 227,7                                                | 243,8                                                | 267,8                                                | 233,9                                                | 202,2                                                | 203,3                                                | 212,3                                                | 199,8                                                | 165,2                                                | 160,9                                                | 2.460,4                                              |
| Сунчано време — месечни проценти                     | 55                                                   | 58                                                   | 61                                                   | 61                                                   | 60                                                   | 53                                                   | 45                                                   | 49                                                   | 58                                                   | 59                                                   | 55                                                   | 55                                                   | 55,8                                                 |
| Извор: China Meteorological Administration           |                                                      |                                                      |                                                      |                                                      |                                                      |                                                      |                                                      |                                                      |                                                      |                                                      |                                                      |                                                      |                                                      |

## Становништво
Према процени, у граду је 2009. живело 3.666.320 становника.
| 1990.     | 2000.     | 2009.     |
| --------- | --------- | --------- |
| 3.693.938 | 3.771.900 | 3.666.320 |

## Партнерски градови
- Филаделфија
- Пјонгјанг[13]
- Лођ
- Абиџан
- Миколајив
- Мар дел Плата
- Чиба[14]
- Фичбург
- Бангкок
- Сарајево
- Далас
- Солун
- Хакодате
- Харков
- Ларнака[15]
- Кутаиси
- Ришон Лецион
- Гронинген
- Хајфонг
- Инчон
- Измир
- Кобе
- Мелбурн
- Улан Батор
- Јокаичи
- Јенћепинг, (од 1993)[16]